# Stružinec (Ždírec nad Doubravou)
Stružinec (německy Struschnetz) je sídelní lokalitou typu vesnice a název katastrálního území o rozloze 411,23 ha s rozsahem poloh přibližně 546–621 m n. m. v krajinné oblasti Železných hor, v rámci administrativně správním část města Ždírec nad Doubravou v okrese Havlíčkův Brod náležejícím do Kraje Vysočina na území České republiky.
Sídelní lokalita leží přibližně 3 km na severo-severovýchod od centra města Ždírec nad Doubravou, v typické krajině členité pahorkatiny, jejíž pojmenování – Stružinecká pahorkatina (geomorfologický okrsek), bylo odvozeno od názvu vesnice. Celou plochu katastrálního území překrývá Chráněná krajinná oblast Žďárské vrchy.
Katastrálním územím přísluší do správního obvodu obce s pověřeným obecním úřadem a obce s rozšířenou působností Chotěboř. Částí severní (od lokality s místním názvem Komárov nad rybníkem Januš) až východní hranice katastrálního území nad korytem potoka Slubice tvoří rozhraní mezi Krajem Vysočina a Pardubickým krajem.

## Historie
První písemná zmínka o obci pochází z roku 1580, v zemských deskách uvedena její příslušnost ke statku ve Studenci ve vlastnictví Jana z Předboře.
Z hlediska územně správního byl Stružinec v letech 1869–1950 veden jako obec v okrese Chotěboř, v letech 1961–1980 jako část obce Údavy a od 1. ledna 1981 je částí města, Ždírce nad Doubravou.

## Demografické údaje
Demografické údaje uvádí z dlouhodobého hlediska pokles počtu trvale žijících obyvatel v sídelní lokalitě, v roce 2017 je Stružinec uváděn v rámci města Ždírec nad Doubravou jako vesnička chalupářů a chatařů.
| Rok            | 1869 | 1880 | 1890 | 1900 | 1910 | 1921 | 1930 | 1950 | 1961 | 1970 | 1980 | 1991 | 2001 |
| -------------- | ---- | ---- | ---- | ---- | ---- | ---- | ---- | ---- | ---- | ---- | ---- | ---- | ---- |
| Počet obyvatel | 160  | 187  | 190  | 166  | 175  | 156  | 164  | 134  | 113  | 97   | 72   | 63   | 51   |

V dalších letech pokračoval pokles obyvatel, k 1. červnu 2007 žilo ve Stružinci 50 osob a v roce 2013 celkem 46 osob, z toho 17 žen, evidováno 30 domů a z toho 16 trvale obydlených.

## Památky
- Pamětní desky vsazené do zdi hasičské zbrojnice stojící na návsi, první věnovaná hasičským sborem padlým občanům v I. světové válce 1914–1918 u příležitosti dvaceti let samostatného Československa,[13] druhá věnovaná Jaroslavu Balounovi, zastřelenému v období II. světové války dne 26. ledna 1945 u hájenky v lokalitě Ruda při trestné akci okupačních vojsk a bezpečnostních sil bývalé Třetí říše proti partyzánům operujícím v Železných horách.[14]
- Kulturní památkou je lidová zvonička z 19. století, památkově chráněná od 3. května 1958,[15] malá dřevěná stavba 6 m vysoká stojí na návsi, ze střešní krytiny vystupuje zvonová stolice se zavěšeným malým zvonem krytým jehlancovou stříškou, na ni křížek (krucifix), obklopená památkově chráněnými lípami.
- Malá sakrální stavba, z roku 1858 pocházející tzv. Boží muka, stojí pod památnými lípami před dřevěnou zvoničkou na návsi.[8]
- Památné lípy srdčité, údajně vysazené v roce 1908 k 60. výročí panování císaře Františka Josefa I., pět stromů více než 100 let starých, s obvodem kmenů 240 – 365 cm a 30 m vysokých, rostoucích uprostřed návsi.[16]
- Památný strom jilm horský, z jara nápadný trsy plodů.[17]

## Geografie

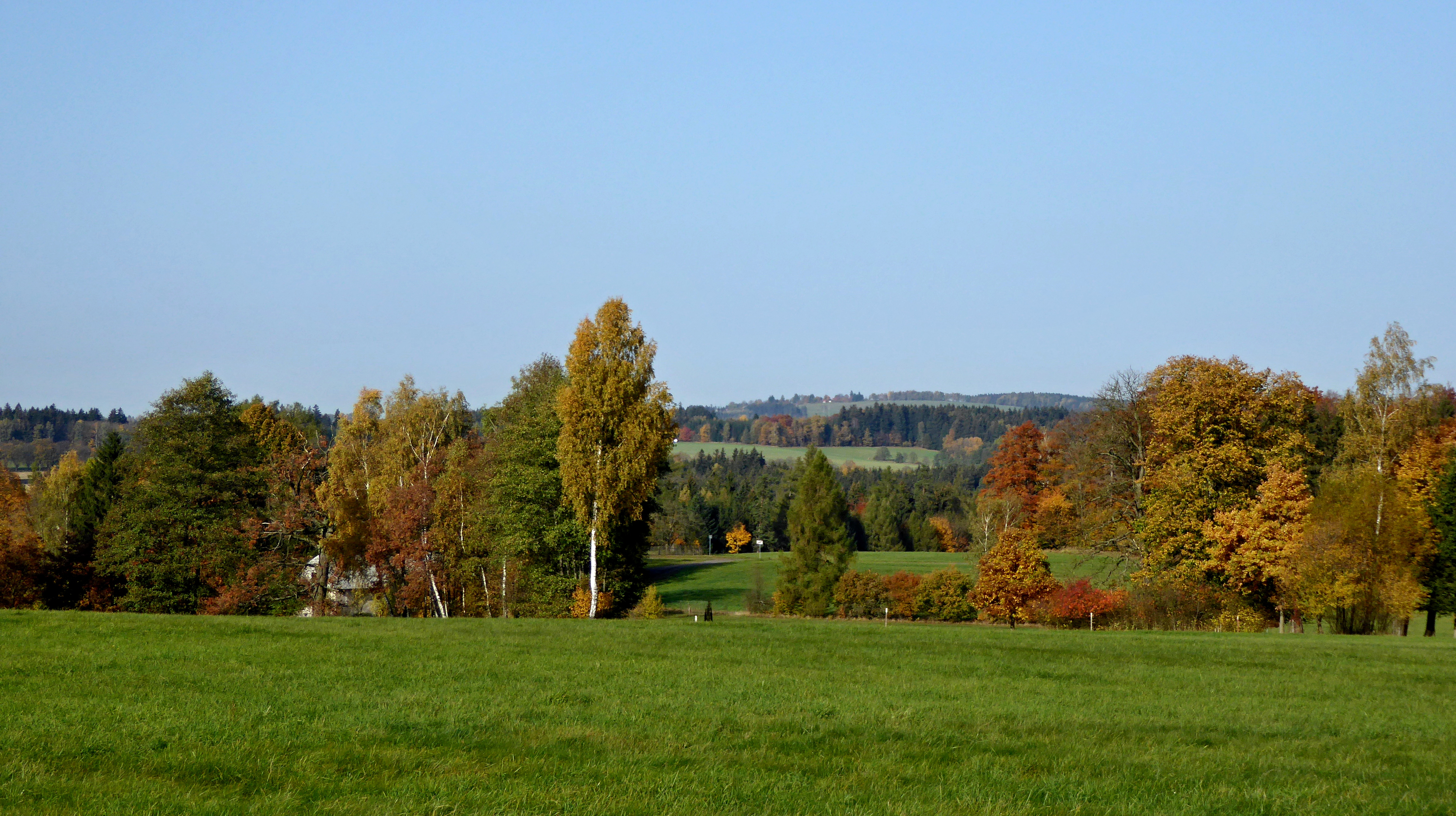
Louky nad Stružincem jsou rozhledovým místem na část hřebene Železných hor s vrcholem Vestec (668 m n. m.), zástavba vesničky skryta za stromy (na fotografii vlevo)

Střed vesnice v nadmořské výšce kolem 590 m na svahu vyvýšeniny se zeměpisným názvem Barchanec (624 m n. m.), severo-severozápadně od vrcholu (již na katastrálním území Kohoutov u Ždírce nad Doubravou).
Rozsahem malá zástavba mezi Kohoutovským a Zeleným lesem nad údolím s potokem Barchanecký (levostranný přítok Slubice), s prameništěm bezejmenné vodoteče, pravostranného přítoku Barchaneckého potoka. V lokalitě několik plochou malých rybníčků. V georeliéfu krajiny severo-severozápadní svahy se sídelní lokalitou pod vrchem Barchanec poměrně strmé.
Nejvyšším bodem, na rozhraní s katastrálním územím Kohoutov u Ždírce nad Doubravou, je svahová kupa s vrcholem 621 m n. m., ve vzdálenosti 480 m na severovýchod (28°) od vrcholu Barchanec (624 m n. m.). Nejnižším bodem, na rozhraní s katastrálním územím obce Vítanov, je hladina potoka Slubice zhruba 546 m n. m., ve vzdálenosti asi 200 m nad soutokem s Barchaneckým potokem.
Na Barchaneckém potoku vybudován rybník Januš, též Jánuš, s plochou 13 ha, zaznamenán již na mapách z let 1836–1852, rekreační lokalita.

## Doprava
Silniční dopravě slouží silnice III/03711 odbočující ze silnice I/37 v sídelní lokalitě Údavy, části města Ždírec nad Doubravou, vzdálenost 1,9 km, ve Stružinci je pozemní komunikace ukončena. Směrem k silnici I/34 v sídelní lokalitě Benátky, části města Ždírec nad Doubravou, vede pouze lesní cesta Kohoutovským lesem.
V železniční dopravě zastávka na znamení Stružinec v úseku Stružinec – Ždírec nad Doubravou na železniční trati č. 238 (Pardubice – Havlíčkův Brod). Zastávka vybudována na úpatí vyvýšeniny Barchanec v nadmořské výšce cca 554 m n. m., od zastávky vedena silnice III/03711 do centra vesnice (vzdálenost cca 800 m).